# Ratownictwo górnicze

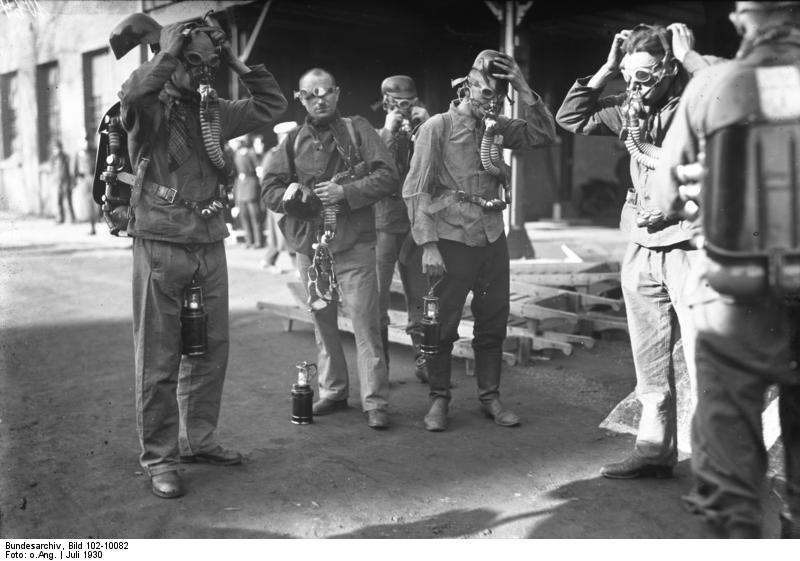
Ratownicy górniczy przed zejściem do kopalni, Nowa Ruda, 1930

Ratownictwo górnicze – dział ratownictwa zajmujący się udzielaniem pomocy górnikom i kopalniom zagrożonym skutkami zdarzeń związanych z pożarami podziemnymi, wybuchami gazów kopalnianych i pyłu węglowego, wyrzutami gazów i skał, zawałami skał i tąpaniami, gwałtownymi wdarciami wody do wyrobisk górniczych oraz usuwania skutków i przywracania bezpiecznych warunków pracy po zaistnieniu tych zdarzeń oraz działalnością prewencyjną i szkoleniową w kopalniach.

## Organizacja i działanie w Polsce
Podstawą ratownictwa górniczego w polskich kopalniach węgla kamiennego są ratownicy górniczy zgrupowani w zakładach górniczych. W każdym zakładzie górniczym prowadzącym roboty górnicze są drużyny ratownicze liczące od kilkunastu do 80 ratowników. Łącznie ratowników w zakładach górniczych jest ponad 6 tys. Oni stanowią większość ratownictwa górniczego. Natomiast w Centralnej Stacji Ratownictwa Górniczego SA (CSRG) jako najważniejszej jednostce ratownictwa górniczego zgrupowani są zawodowi ratownicy górniczy i ratownicy okresowo delegowani z zakładów górniczych.
Zadania ratownicze CSRG SA wykonuje poprzez pogotowia górnicze zgrupowane w 3 Okręgowych Stacjach Ratownictwa Górniczego, 6 pogotowi specjalistycznych i zawodowych ratowników.
Z dwustopniowego systemu zabezpieczenia ratowniczego wynika, że podstawą ratownictwa górniczego są ratownicy w zakładach górniczych. CSRG SA zabezpiecza zakłady górnicze dyżurującymi przez 24 godz. zastępami (łącznie 50 ludzi) oraz specjalistycznym sprzętem wspomagającym prowadzenie akcji przez kopalniane zastępy ratownicze.
Istota zabezpieczenia ratowniczego przez CSRG SA polega na tym, że w dowolnej chwili w ciągu doby można przesłać na dowolny zakład górniczy kilkunastu ratowników z odpowiednim sprzętem, a w tym czasie zakład górniczy ma czas mobilizować większą ilość swoich ratowników, ponieważ na każdej zmianie roboczej w dni tzw. czarne w podziemiach każdej kopalni dyżurują po dwa zastępy ratownicze (zgodnie z odpowiednimi przepisami ratowniczymi), wykonując najczęściej prace profilaktyki przeciwpożarowej lub inną profilaktykę.

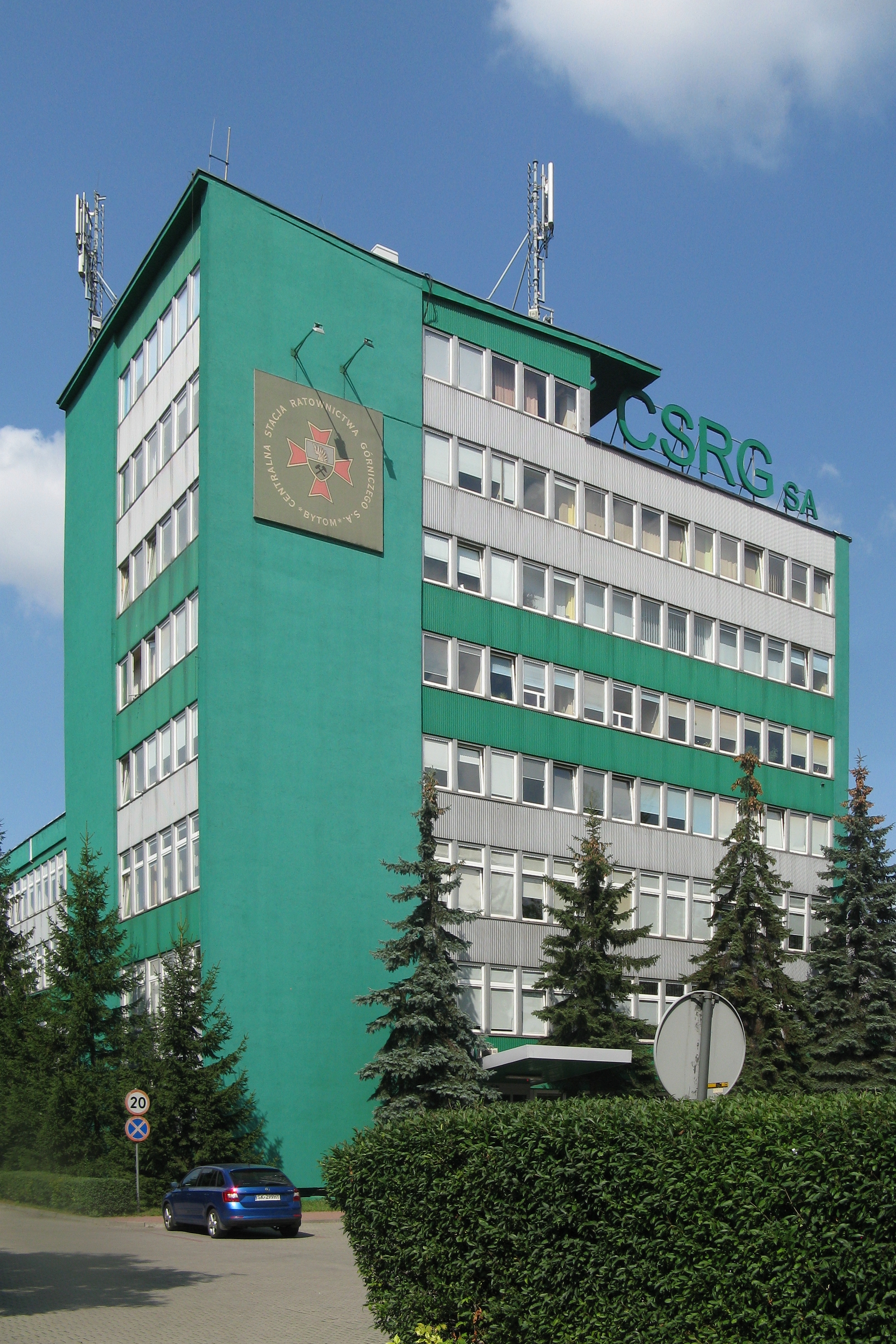
Siedziba Centralnej Stacji Ratownictwa Górniczego w Bytomiu

Centralna Stacja Ratownictwa Górniczego z siedzibą w Bytomiu posiada trzy oddziały:
- Okręgową Stację Ratownictwa Górniczego Jaworzno w Jaworznie,
- Okręgową Stację Ratownictwa Górniczego Wodzisław Śląski w Wodzisławiu Śląskim,
- Okręgową Stację Ratownictwa Górniczego Bytom w Bytomiu.

Stacje stanowią trzon ratownictwa górniczego w Polsce. Utrzymywane są w nich w stałej gotowości, umożliwiającej natychmiastowy wyjazd na wezwanie z zakładu górniczego dyżurujące zawodowe zastępy ratownicze, zawodowe pogotowia specjalistyczne, lub dyżurujące zastępy dla grup zakładów górniczych. Stacje w razie zagrożenia działają na terenie całego kraju. W normalnym trybie zabezpieczają one określone kopalnie. Przykładowo stacja w Wodzisławiu Śląskim zabezpiecza 11 kopalń węgla kamiennego: „KWK Rydułtowy-Anna”, „KWK Marcel”, „KWK Chwałowice”, „KWK Jankowice”, „KWK Borynia”, „KWK Jas-Mos”, „KWK Zofiówka”, „KWK Pniówek” i „KWK Budryk” KWK Knurów-Szczygłowice. W sumie CSRG SA zabezpiecza: 31 kopalń węgla kamiennego, 3 kopalnie soli, 2 kopalnie rud cynku i ołowiu, 3 kopalnie surowców budowlanych, 4 inne zakłady. W Okręgowych Stacjach Ratownictwa Górniczego (OSRG) przeprowadza się również szkolenia oraz ćwiczenia z zakresu ratownictwa górniczego. Magazynuje się tam również sprzęt potrzebny do prowadzenia akcji ratunkowych.
Okręgowe stacje ratownictwa górniczego działają również w krajowym systemie ratowniczo-gaśniczym udzielając pomocy (w ludziach i sprzęcie) straży pożarnej podczas dużych katastrof i innych poważnych zagrożeń, np. ratowali rannych w zawalonej hali MTK w Chorzowie.